# Nya hyss av Emil i Lönneberga
Nya hyss av Emil i Lönneberga är en svensk barnfilm från 1972 i regi av Olle Hellbom. I huvudrollerna ses Jan Ohlsson, Lena Wisborg, Allan Edwall, Emy Storm, Björn Gustafson och Maud Hansson. Detta är den andra av tre filmer om Astrid Lindgrens Emil i Lönneberga, den följde efter Emil i Lönneberga (1971) och följdes av Emil och griseknoen (1973).

## Handling
Emils hyss får Lönnebergaborna att ordna en pengainsamling för att pappa Anton och mamma Alma ska få råd att skicka Emil till Amerika, men Alma går inte med på det.
Alfred och Emil fångar kräftor i Katthultssjön för att göra pappa Anton glad, men det går som vanligt inte riktigt som Emil hade tänkt sig. Efter det blir det höstmarknad i Vimmerby, där Emil både hinner skaffa hästen Lukas och bli misstagen för att vara komet av fru Petrell, som visar sig kvickna till med hjälp av lite blåbärssoppa.
Sedan blir det husförhör i Katthult, då Emil lyckas haspa om sin far inne på trisseboda och till sist så blir det vinter. Emil utför då ett hjältedåd genom att rädda drängen Alfreds liv och genast blir alla hans hyss glömda och förlåtna.

## Om filmen
Filmen är mestadels inspelad i Småland, men även i Kungsholmsateljén i Stockholm.
Filmen hade premiär på Grand i Vimmerby den 21 oktober 1972.

## Rollista
- Jan Ohlsson – Emil Svensson
- Lena Wisborg – Ida Svensson
- Allan Edwall – Anton Svensson
- Emy Storm – Alma Svensson
- Björn Gustafson – Alfred, dräng
- Maud Hansson – Lina, piga
- Carsta Löck – Krösa-Maja
  - Isa Quensel – Krösa-Majas röst
- Hannelore Schroth – fru Petrell
- Paul Esser – doktorn i Mariannelund
- Georg Årlin – prosten
- Bertil Norström – hästhandlare i Vimmerby
- Rudolf Schündler – borgmästare i Vimmerby
- Stefan Grybe – borgmästarens son
- Kristina Jämtmark - sjungande flicka på Vimmerby marknad (ej krediterad)
- Astrid Lindgren – berättare[2]

## Musik

### Sånger av Astrid Lindgren ochGeorg Riedel
- "Hujedamej sånt barn han var", sjungs av Lina, signaturmelodi
- "Fattig bonddräng", sjungs av Alfred
- "Lille katt", sjungs av Ida
- "Bom-sicka-bom", sjungs av Ida i filmen och av Bobo Håkansson på LP-skivan
- "Du käre lille Snickerbo"

### Övrig musik
- "Lejonbruden" (I skimrande bruddräkt så vit som en snö...), svensk text av Wilhelmina Stålberg, sjungs av Alfred
- "Mi märr ho lunker fälle mä", folkmelodi från 1870-talet, sjungs på väg till Vimmerbymarknad av Anton och Emil
- "Vildandens sång", musik av Elna Nilsson-Rydman, text av Johan Bernhard Gauffin, schlager från 1950-talet (!), sjungs på Vimmerbymarknad
- "Så bister kall sveper nordanvinden", folkmelodi från 1880-talet, sjungs på Vimmerbymarknad
- "Den glade kopparslagaren", musik av Carl Peter, sjungs av glatt folk på Vimmerbymarknad
- "Gud välsigne vår gamle mor", sjungs av glatt folk på Vimmerbymarknad
- "Och sviker du mej nu", folkvisa, sjungs av Lina när hon mjölkar
- psalm 434 "Så går en dag än från vår tid", musik av Adam Krieger, svensk text av Johan Olof Wallin, sjungs av församlingen under husförhöret
- "Oleanna", folkvisa, sjungs av Lina när hon tovar ull
- "Tryggare kan ingen vara"
- "På blomsterklädd kulle"

## Utgivning
Filmen utgavs 2002 och 2007 på DVD.